# اصطلاحات بیمه

## اصل جبران خسارت (غرامت یا زیان)
به معنی پرداخت خسارت وارده به بیمه گذار توسط بیمه‌گر، در صورت وقوع خطر و خسارت به مورد بیمه شده، می‌باشد.
غرامت می‌تواند شامل پرداخت‌های نقدی، تعمیر، جایگزینی و حداکثر برگشت به میزان خسارت واقعی مورد بیمه شده باشد. این اصل بر بیمه‌های اموال و مسئولیت حاکم بوده و در بیمه‌های عمر و حادثه کاربرد ندارد.
پرداخت خسارت از سوی بیمه گر برای برگرداندن وضعیت مالی بیمه گذار به حالت اولیه و قبل از ایجاد خسارت است. به عبارت دیگر بیمه گذار نباید از دریافت خسارت سود ببرد و اگر کسی از این طریق سودی برد، این سود غیر قانونی است. 

## اصل حد اعلای حسن نیت
مبتنی بر ایجاد نیت خیرخواهانه طرفین عقد بیمه، یعنی بیمه‌گذار و بیمه‌گر می‌باشد.
این اصل یکی از اصول مهم و ضروری در عقد بیمه‌نامه محسوب می‌شود. پیروی از این اصل زمانی نمایان می‌شود که بیمه‌گذار هنگام صدور بیمه‌نامه اطلاعات کامل و صحیح را با حسن نیت کامل به بیمه‌گر اعلام کند. همچنین در صورت تشدید خطر، بیمه‌گر را از احتمال وقوع خطر مطلع کند و درصورت وقوع خطر برای مورد بیمه‌شده، با حسن نیت کامل اطلاعات لازم را به منظور رسیدگی به خسارت در اختیار بیمه‌گر قراردهد.
اگر بیمه گذار این اصل را رعایت ننمود و اطلاعات لازم را به بیمه گر منتقل نکرد و در طول مدت بیمه حادثه ای اتفاق افتاد، شرکت بیمه خسارتی نمی پردازد و اگر قبل از حادثه، شرکت بیمه متوجه این موضوع شود می تواند قرارداد بیمه را یکطرفه باطل سازد و حق بیمه پرداختی نیز به نفع بیمه گر ضبط می شود که این امر نوعی ضمانت اجرا برای بیمه گر است.

## اصل نفع بیمه‌ای( مالکیت نفع پذیر بیمه)
یعنی ذینفع بودن بیمه‌گذار، از بقاء و سالم ماندن آنچه بیمه می‌کند.
در واقع این اصل زمانی واقع می‌شود، که بیمه‌گذار از سالم ماندن مورد بیمه نفع حاصل کند و در معرض خطر قرارگرفتن بیمه شده، موجب ضرر و زیان برای بیمه‌گذار باشد.
اصل نفع بیمه ای منحصر به مالک نیست و اشخاص دارای مالکیت محدود مانند مستاجر ، امین، وصی ، قیم ، طلبکار ، کارفرما و زن و شوهر و سازمانهایی که اموال دیگران را در اختیار دارند نظیر گمرک نیز می توانند دارای نفع بیمه ای باشند.
اثبات نفع بیمه پذیر در زمان دریافت خسارت از سوی بیمه گذار الزامی است.

## اصل علت نزدیک( علت اصلی خسارت)
مبتنی بر رابطه مستقیم وقوع حادثه و خسارت وارده است.
بیمه گذار در اندیشه دریافت خسارت از بیمه گر است باید نشان دهد که بین وقوع حادثه و خسارت وارده رابطه علت و معلول مستقیمی وجود دارد. علت نزدیک خسارت با حادثه انجام یافته رابطه مستقیم وجود دارد یعنی اینکه خسارت در نتیجه وقوع حادثه بیمه شده وارد آمده باشد.

## اصل داوری
بیمه گر و بیمه گذار در صورت بروز هر گونه اختلاف، به ویژه از لحاظ فنی، ترجیح می‌دهند که با توافق و سازش مسئله را حل کنند. طرفین قرارداد به ویژه بیمه گر، به طرح دعوا در دادگاه علاقه‌ای ندارند، زیرا مراحل رسیدگی طولانی است و به اعتبار و حسن شهرت شرکت بیمه نیز ممکن است لطمه وارد شود.
در نتیجه درصورت بروز اختلاف بین بیمه گذار و بیمه گر یک نماینده از طرف بیمه گذار و یک نماینده از طرف بیمه گر به بررسی دعاوی میپردازند و در صورت نتیجه نگرفتن در دادگاه صالحه مورد بررسی قرار میگیرد.

## اصل جانشینی شرکت بیمه
شرکت بیمه موظف به جبران خسارت وارده به بیمه گذار است لیکن پرداخت خسارت زیان دیده از سوی بیمه گر موجب رفع مسئولیت مقصر حادثه نمی شود؛ در چنین مواردی در قراردادهای بیمه ذکر می شود که شرکت بیمه پس از پرداخت خسارت به بیمه گذار، برای دریافت خسارت از مقصر حادثه ، جانشین بیمه گذار می گردد.
اصل جانشینی در بیمه های عمر و مسئولیت قابل اجرا نیست.

## اصل تعدد بیمه
باتوجه به این که تعهد بیمه گر در جبران خسارت و پرداخت غرامت و بازگشت مورد بیمه به حالت قبل از ایجاد خسارت است لذا این اصل وجود دارد که بیمه گذار نبایستی از بیمه انتفاع حاصل نماید. یکی از موارد ایجاد امکان برای انتفاع بیمه گذار از قرارداد بیمه، تعدد بیمه برای یک موضوع است به نحوی که در صورت دریافت غرامت از بیمه گران متعدد، مبلغ غرامت بیش از ارزش مال مورد بیمه بوده و موجب سود بیمه گذار گردد.

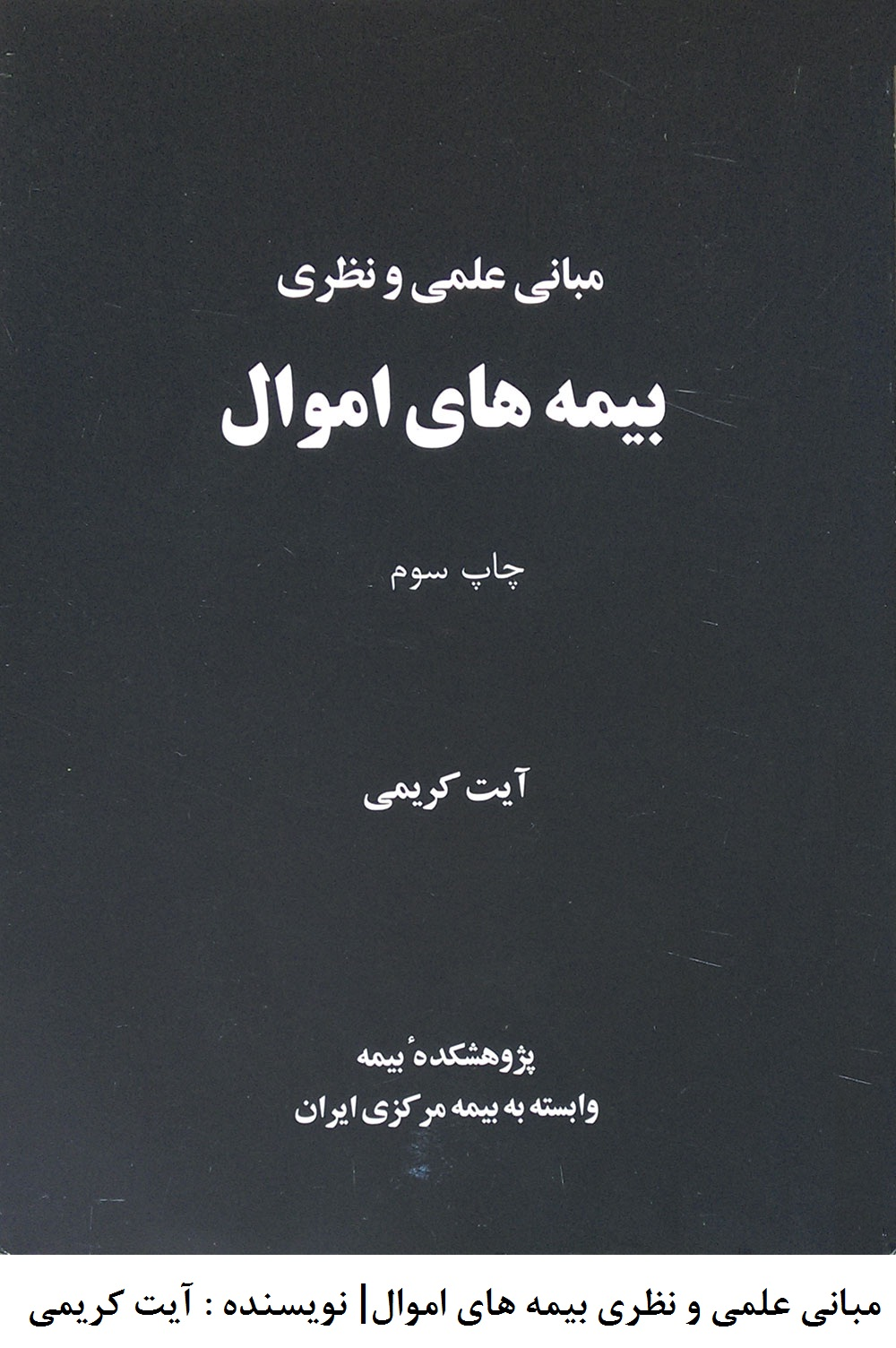
مبانی علمی و نظری بیمه های اموال